# Archieparquía
Una archieparquía es, en la organización de las iglesias orientales católicas, una eparquía de rango mayor. Así como las diócesis latinas, las eparquías pueden agruparse en provincias eclesiásticas. De ser el caso, la archieparquía que preside una provincia eclesiástica es llamada metropolitana; de lo contrario, se llama archiepiscopal. En ocasiones, una provincia eclesiástica está constituida únicamente por la archieparquía metropolitana.
Además, entre las iglesias orientales católicas, existen cuatro Iglesias archiepiscopales mayores, cuyos arzobispos mayores son elegidos por el sínodo archiepiscopal mayor correspondiente; pero deben ser confirmados por el papa antes de ser entronizados. A la cabeza de cada una de dichas Iglesias, existe una archieparquía mayor:
- Archieparquía mayor de Ernakulam-Angamaly, de la Iglesia siro-malabar.
- Archieparquía mayor de Făgăraș y Alba Iulia, de la Iglesia greco-católica rumana.
- Archieparquía mayor de Kiev-Galitzia, de la Iglesia greco-católica ucraniana.
- Archieparquía mayor de Trivandrum, de la Iglesia siro-malankara.

- Datos: Q2288631